# Hármasfalu (Románia)
Hármasfalu (románul Trei Sate) falu Romániában, Maros megyében. 1950-ben jött létre Atosfalva, Csókfalva és Székelyszentistván egyesítésével. Közigazgatásilag Makfalva községhez tartozik.

## Fekvése

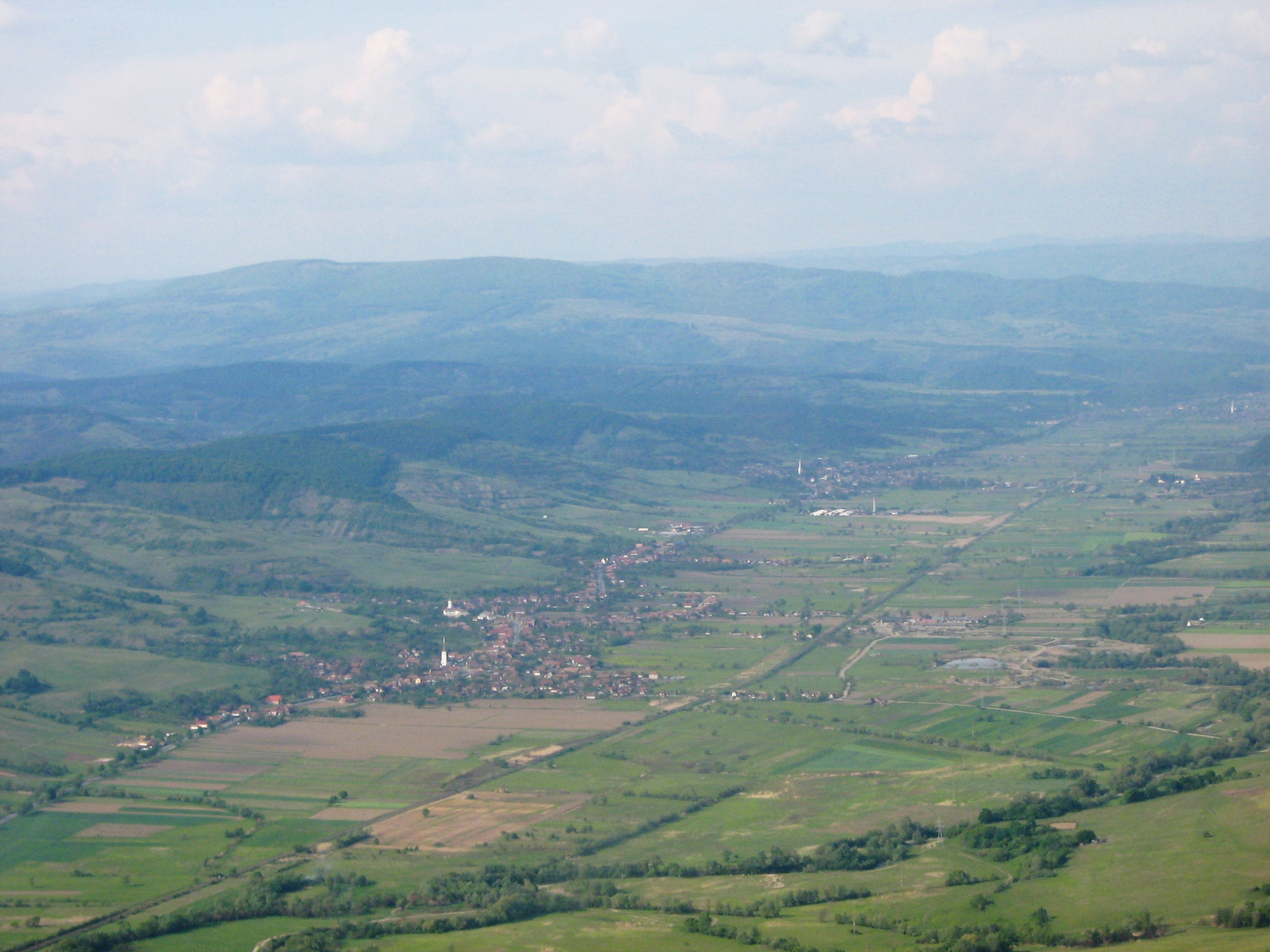
A Kis-Küküllő völgye Hármasfalunál

Marosvásárhelytől 26 km-re délkeletre, a Kis-Küküllő jobb partján fekszik,
Erdőszentgyörgy és Makfalva szomszédságában. Hozzá tartozó kisebb település Cséje.